# Matthias Witthaus
Matthias Witthaus (ur. 11 października 1982 w Oberhausen) – niemiecki hokeista na trawie, dwukrotny medalista olimpijski.
Występuje w napadzie. W reprezentacji Niemiec debiutował w 1999. Brał udział w trzech igrzyskach (IO 00, IO 04, IO 08), na dwóch zdobywał medale: brąz w 2004 i złoto cztery lata później. W trzech turniejach zdobył sześć bramek. Z kadrą brał udział m.in. w mistrzostwach świata w 2002 i 2006 (tytuły mistrzowskie), 2010 (srebro) oraz kilku turniejach Champions Trophy  i  mistrzostwach Europy